# Amazing (Kanye West)
Amazing è un brano musicale scritto e prodotto dal rapper statunitense Kanye West ed estratto come terzo singolo dal suo quarto album in studio, 808s & Heartbreak. Il brano figura il featuring di Young Jeezy e contiene ulteriori parti vocali interpretate da Mr Hudson e Tony Williams. La canzone è principalmente conosciuta per il suo utilizzo nell'NBA durante i Playoffs del 2009.
La canzone ha ottenuto una nomination durante la cinquantaduesima edizione dei Grammy Awards nella categoria "miglior performance rap".

## Tracce
Digital download
1. Amazing – 3:58

## Classifiche
| Classifica (2009)                    | Posizione più alta |
| ------------------------------------ | ------------------ |
| Turchia                              | 11                 |
| Svezia                               | 42                 |
| U.S. Billboard Hot 100               | 81                 |
| U.S. Billboard Hot R&B/Hip-Hop Songs | 65                 |
| U.S. Billboard Hot Rap Tracks        | 22                 |
| Canada                               | 63                 |